# SP-250
A SP-250 (antiga Via Bandeirantes) é uma rodovia radial do estado de São Paulo, administrada pelo Departamento de Estradas de Rodagem do Estado de São Paulo (DER-SP).

## Denominações
Recebe as seguintes denominações em seu trajeto:
Nome:	Bunjiro Nakao, Rodovia
- De - até:	SP-270 (Vargem Grande) - Piedade
- Legislação:	LEI 10.054 DE 13/07/98

Nome:	José de Carvalho, Rodovia
- De - até:	Piedade - Pilar do Sul
- Legislação:	LEI 3.149 DE 02/12/81

Nome:	Nestor Fogaça, Rodovia
- De - até:	Pilar do Sul - São Miguel Arcanjo
- Legislação:	LEI 2.175 DE 26/11/79

Nome:	Aparicio de Oliveira Terra, Rodovia
- De - até:	São Miguel Arcanjo - Bairro Turvo dos Hilários
- Legislação:	LEI 7.980 DE 23/07/92

Nome:	Sebastião Ferraz de Camargo Penteado, Rodovia
- De - até:	Capão Bonito - Ribeira
- Legislação:	LEI 9.725 DE 01/09/97

## Descrição
Principais pontos de passagem: SP 270 (Vargem Grande Paulista) - Ibiúna - Capão Bonito - Ribeira - Divisa PR

## Características

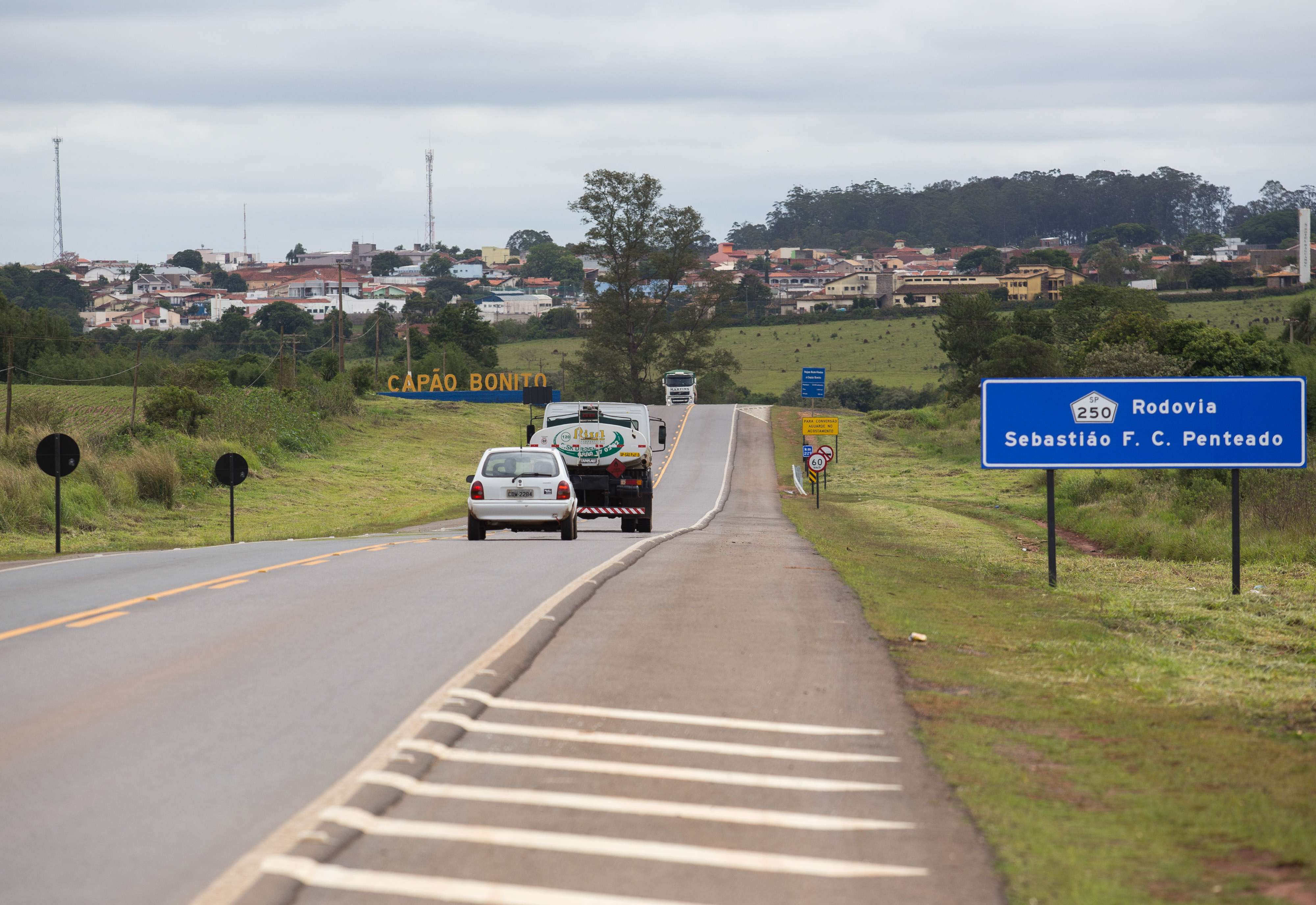
Trecho da SP-250 em Capão Bonito.

### Extensão
- Km Inicial: 45,000
- Km Final: 354,940

### Localidades atendidas
- Vargem Grande Paulista
- Cotia
- Ibiúna
- Piedade
- Pilar do Sul
- São Miguel Arcanjo
- Capão Bonito
- Guapiara
- Apiaí
- Ribeira